# Ouranopithecus turkae
Ouranopithecus turkae je prapovijesna vrsta Ouranopithecusa iz kasnog miocena, pronađena u Turskoj.
Vrsta je poznata iz lokaliteta Corakyerler, u središnjoj Anadoliji. Sve što o ovoj vrsti znamo proizlazi iz samo tri kranijalna fosila. Datirani faunalni ostaci povezani s fosilima O. turkae pripisani su kasnom miocenu, prije 8,7 - 7,4 milijuna godina, što čini O. turkae jednim od najmlađih euroazijskih velikih majmuna.

## Etimologija
Vrsta je svrstana u rod Ouranopithecus zbog sličnosti s vjerojatnom sestrinskom svojtom O. macedoniensis, a specifični naziv Turkae dolazi od otkrića holotipa vrste u Republici Turskoj.

## Stanište
Pridruženi faunalni ostaci sugeriraju da je O. turkae živio u otvorenom šumskom području ili u otvorenom okruženju tipa savane.

## Morfologija
Morfologiju O. turkae teško je odrediti zbog potpunog nedostatka postkranijalnih ostataka. Post-očnjački zubi po veličini su na drugom mjestu nakon gigantopiteka, što možda sugerira veliku veličinu tijela. Nije poznato je li vrsta bila spolno dimorfna jer nema poznatih ženskih fosila. Majmun je vjerojatno bio četveronožac, ali nema dokaza koji to potvrđuju.

## Prehrana
Morfologija zuba i njihovo trošenje sugeriraju prehranu tvrdom, abrazivnom hranom, kakvu se obično nalazi u okruženju u kojem su vjerojatno živjeli O. turkae.

## Ponašanje
Nedostatak postkranijalnih ostataka otežava utvrđivanje ponašanja O. turkae. Nema fosila ženki, pa bi se moglo barem pretpostaviti da su muškarci bili sami. Također se može pretpostaviti da se O. turkae penjao po drveću, moguće kako bi se prehranio ili kako bi izbjegao grabežljivce, premda im je velika tjelesna veličina možda otežavala penjanje. Neki znanstvenici vjeruju da se O. turkae vjerojatno hranio na zemlji, a ne na drveću.